# The Above
The Above es el quinto álbum de la banda de hardcore punk Code Orange. Fue lanzado el 29 de septiembre de 2023 a través de Blue Grape Music. Es su primer álbum íntegramente autoproducido y el primero con el sello Blue Grape Music. Fue precedido por tres sencillos: "Grooming My Replacement / The Game", "Take Shape" y "Mirror".

## Lanzamiento
El 30 de mayo de 2023, la banda compartió un video en su canal de YouTube titulado "Code Orange SLAMS a los críticos de música moderna", con la miniatura que presenta a críticos como Anthony Fantano (con una camiseta de Code Orange) y Finn McKenty. Sin embargo, el video sirvió como cebo y cambio: en su lugar, presentaba varios minutos de una secuencia de tortura escenificada antes de que sonara una nueva canción al final. El día después del vídeo, el 1 de junio de 2023, la banda lanzó dos nuevas canciones: "Grooming My Replacement", que se reproduce en el vídeo, y "The Game".
El 18 de julio de 2023, la banda lanzó el sencillo "Take Shape" con Billy Corgan de The Smashing Pumpkins. El mismo día, la banda anunció el título, The Above, y que se lanzará el 29 de septiembre de 2023.
El 6 de septiembre de 2023, la banda lanzó el próximo sencillo, "Mirror".

## Lista de canciones
| N.º | Título                                                   | Duración |  |
| 1.  | «Never Far Apart»                                        | 3:53     |  |
| 2.  | «Theatre of Cruelty»                                     | 3:58     |  |
| 3.  | «Take Shape» (con Billy Corgan de The Smashing Pumpkins) | 3:24     |  |
| 4.  | «The Mask of Sanity Slips»                               | 5:08     |  |
| 5.  | «Mirror»                                                 | 3:59     |  |
| 6.  | «A Drone Opting Out of the Hive»                         | 3:21     |  |
| 7.  | «I Fly»                                                  | 3:41     |  |
| 8.  | «Splinter the Soul»                                      | 3:49     |  |
| 9.  | «The Game»                                               | 2:59     |  |
| 10. | «Grooming My Replacement»                                | 2:54     |  |
| 11. | «Snapshot»                                               | 3:29     |  |
| 12. | «Circle Through»                                         | 2:58     |  |
| 13. | «But a Dream...»                                         | 3:45     |  |
| 14. | «The Above»                                              | 4:18     |  |

## Personal
Code Orange
- Eric Balderose: voz, guitarra, sintetizador, programación adicional
- Reba Meyers: voz, guitarra
- Joe Goldman: bajo
- Dominic Landolina: voz, guitarra
- Jami Morgan: Voz, programación adicional
- Max Portnoy: batería

Músicos adicionales
- Billy Corgan: voz (pista 7).